# ياكوف فرانكوفيتش
ياكوف فرانكوفيتش (بالكرواتية: Jakov Vranković) مواليد 12 يونيو 1993 في كرواتيا، هو لاعب كرة يد كرواتي يلعب كظهير أيمن. يلعب حاليا مع نادي دينامو بوخارست لكرة اليد.

## روابط خارجية
- ياكوف فرانكوفيتش على موقع الاتحاد الأوروبي لكرة اليد (الإنجليزية)